# Recato
Recato A/S, Cato's litografiske Anstalt A/S, oprindeligt Chr. Cato's litografiske Etablissement var en dansk grafisk virksomhed, grundlagt 30. september 1869 af litograf Jens Chr. Cato (1842-1918). Selskabet blev likvideret 1988.
I året 1893 overtoges Carl Fred. Cato's litografiske Etablissement, der var grundlagt i 1867, og i 1915 overtoges det af Nordisk Reproduktionsanstalt drevne stentrykkeri, der var oprettet i 1913 (af Gyldendalske Boghandel, Nordisk Forlag). I 1933 omdannedes virksomheden til et aktieselskab og skiftede navn til A/S Recato
Selskabets leder var E.A.V. Birch (1880-1949), udlært 1899 hos grundlæggeren, driftsleder 1914 og direktør 1934.
Bestyrelse i 1950: Landsretssagfører R. Magtengaard (f. 1904), formand, direktør S.H. Birch (f. 1912), direktør O.H.C. Birch og frøken E.E. Erslev. Direktion i 1950: Ovennævnte S.H. Birch og O.H.C. Birch.
Firmaet lå i Kronprinsessegade 54 i København, men flyttede senere til Herlev.